# 윤석열 대통령 탄핵 운동
윤석열 대통령 탄핵 운동은 2024년 12월 3일 비상계엄 해제를 위해 시민들이 모이면서 시작된, 내란우두머리 피의자 윤석열에 대한 탄핵을 촉구하는 운동이었다. 이 운동의 주요 목적은 위헌·위법적인 비상계엄을 발동한 윤석열에 대한 탄핵이 주 목적이었지만, 12월 7일 대한민국 국회에서 국민의힘 주도로 탄핵안이 불성립되자 국민의힘 해체, 특검법 조속 가결, 내란 공범 수사 및 구속 등을 추가로 요구하게 되었다.
탄핵 촉구 집회는 2024년 12월 14일 탄핵 가결 이전까지 국회의사당 인근 여의도 지역에서 주로 개최되고 있었고, 대구광역시, 부산광역시, 대전광역시, 경기도 등 대한민국 각지에서도 윤석열의 탄핵을 촉구하는 집회가 열렸다. 이 외에도 대한민국 각 대학교와 종교계도 비상계엄을 규탄하며 시국선언을 발표하였고, 대한변호사협회, 청소년인권운동연대 등에서도 윤석열 대통령의 탄핵을 요구하는 시국선언을 발표했다. 12월 14일 윤석열 대통령 탄핵소추안이 가결되면서 여의도 국회의사당 앞에서의 집회는 끝났다. 다만 여전히 헌법재판소의 탄핵 인용이 남아있다는 점을 들어 시민들은 15일 서울시청 앞에서 집회를 이어나갔고, 일부 진보단체는 매주 토요일 광화문에서 집회를 이어나가고 있다. 2025년 1월부터 주요 집회는 대통령이 거주하는 한남동 일대로 옮겨졌고, 윤석열 대통령이 구속된 이후에는 헌법재판소와 광화문 일대에서 시위를 이어나가고 있다.
2024년 비상계엄 이전에도 윤석열 대통령에 대한 퇴진 운동은 여러 차례 있었다. 비상계엄 이후 대폭 규모가 커진 이번 탄핵 운동은 이전 퇴진 운동과 달리 대한민국 기성 세대뿐만 아니라 청소년과 청년들도 시위의 주축으로 참여했다는 점, K팝 및 응원봉, 깃발이 시위 도구로 사용되었다는 점, 선결제 등의 독특한 방법으로 사람들이 시위를 독려했다는 점, 그리고 전국에서 대규모로 동시다발적으로 발생했음에도 폭력 없이 질서정연하게 운동이 마무리된 점이 주요 특징으로 꼽힌다.
이 운동은 해외에서도 주목을 받고 있다. 로이터 통신, 블룸버그 등 외신은 탄핵 시위의 핵심 도구가 촛불에서 응원봉으로 바뀐 점에 주목하여 보도를 냈으며, 인스타그램 및 X 등 SNS에서는 윤석열을 비판하는 밈이나 AI 영상이 인기를 얻고 있다.
2025년 4월 5일 헌법재판소에서 윤석열 대통령 탄핵이 인용되면서 윤석열 대통령 탄핵 운동도 종결되었다. 탄핵 운동 주최 측은 2025년 4월 5일 문화제를 열고 김건희 특검을 촉구하는 한편, 일부 시민들과 정치인들은 국민의힘 해산을 관철시키기 위해 노력할 것을 다짐하기도 하였다.

## 배경
2024년 12월 3일 밤에 대한민국 대통령 윤석열은 비상계엄령을 발표하였다. 계엄포고령이 발표된 이 12월 3일부터 대한민국 국회의사당 앞에서 계엄해제를 요구하며 일부 시민들은 시위를 벌였다. 몇몇 시민들은 국회로 진입하려는 계엄군, 그리고 국회 정문을 막아선 경찰들과 대치하기도 했다.
헌법학자, 교수 및 변호사들은 12월 3일 계엄령이 선포되자 해당 계엄령이 위헌이라고 주장했으며, 더이상 대통령 자격이 없다는 선언이 각계에서 제기되었다.

## 참고

### 내용주
1. ↑  영국, 오스트레일리아, 미국, 독일, 프랑스, 네덜란드 등에서 현재 윤석열 탄핵 시위가 이어지고 있다.[1]